# Cymosafia andraei
Cymosafia andraei là một loài bướm đêm trong họ Noctuidae.